# ホセ・オスナ
- ホセ・オズナ
- ホセ・オスーナ

ホセ・グレゴリオ・オスナ（José Gregorio Osuna、1992年12月12日 - ）は、ベネズエラ・トルヒージョ州トルヒージョ出身のプロ野球選手（内野手、外野手）。右投右打。東京ヤクルトスワローズ所属。

## 経歴

### プロ入りとパイレーツ時代

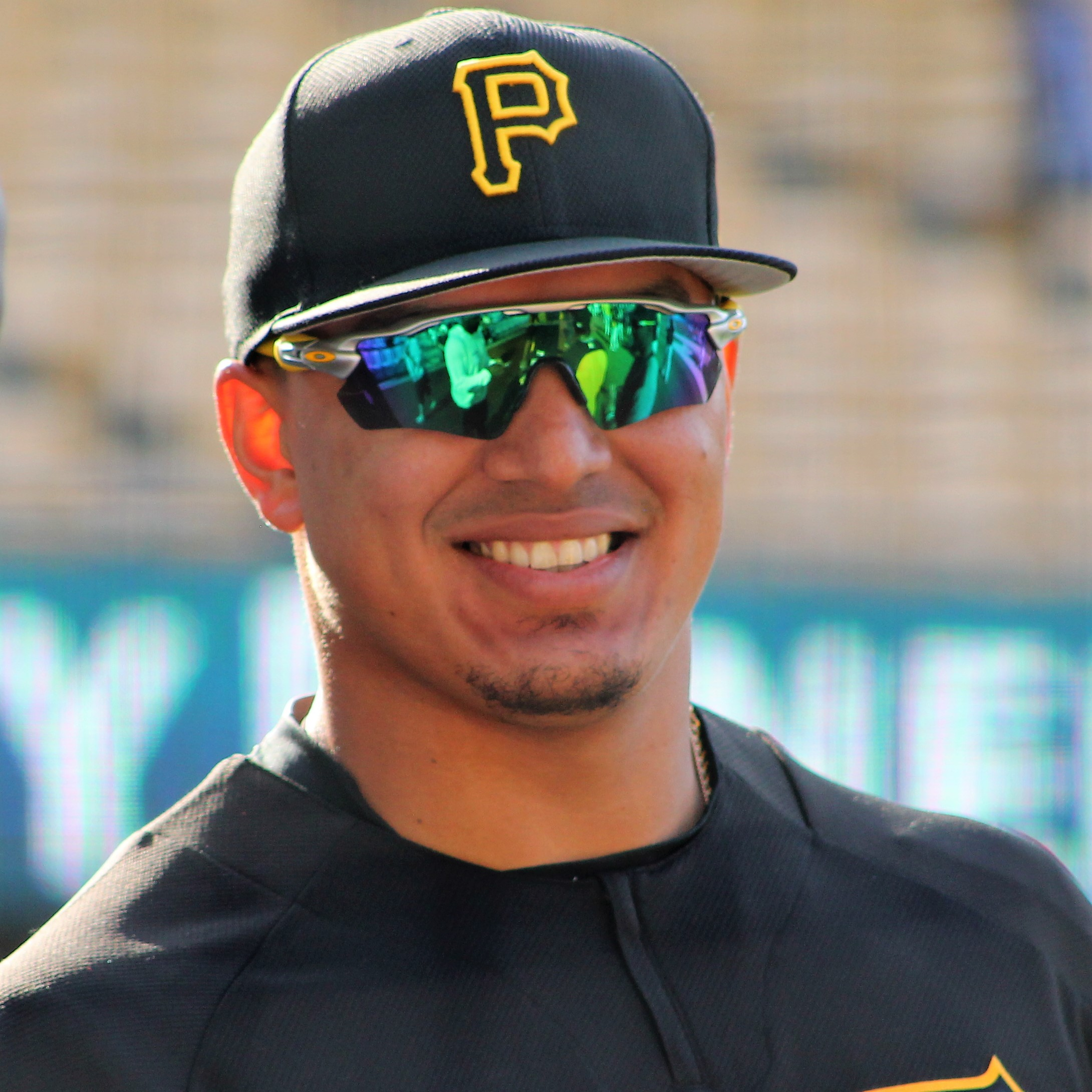
ピッツバーグ・パイレーツ時代
（2017年5月8日）

2009年12月にアマチュア・フリーエージェントでピッツバーグ・パイレーツと契約してプロ入り。
2010年に傘下のルーキー級ベネズエラン・サマーリーグ・パイレーツでプロデビュー。64試合に出場して打率.251、10本塁打、43打点、2盗塁を記録した。
2011年はルーキー級ガルフ・コーストリーグ・パイレーツとA-級ステート・カレッジ・スパイクスでプレーし、2球団合計で50試合に出場して打率.328、4本塁打、33打点、3盗塁を記録した。
2012年はA級ウェストバージニア・パワーでプレーし、126試合に出場して打率.280、16本塁打、72打点、6盗塁を記録した。
2013年はA+級ブレイデントン・マローダーズでプレーし、123試合に出場して打率.244、8本塁打、48打点、18盗塁を記録した。
2014年もA+級ブレイデントンでプレーし、97試合に出場して打率.296、10本塁打、57打点、4盗塁を記録した。
2015年はA+級ブレイデントンとAA級アルトゥーナ・カーブでプレーし、2球団合計で129試合に出場して打率.286、12本塁打、81打点、7盗塁を記録した。
2016年はAA級アルトゥーナとAAA級インディアナポリス・インディアンスでプレーし、2球団合計で133試合に出場して打率.279、13本塁打、69打点、3盗塁を記録した。オフの11月5日には40人枠入りした。
2017年は開幕をAAA級インディアナポリスで迎え、4月18日にメジャー初昇格を果たした。同日のセントルイス・カージナルス戦でメジャーデビューを果たし、21日のニューヨーク・ヤンキース戦でCC・サバシアから初安打を打った。この年メジャーでは104試合に出場して打率.233、7本塁打、30打点を記録した。
2018年は51試合に出場して打率.226、3本塁打、11打点を記録した。
2019年7月24日に行われたカージナルス戦において、9点差負けの7回から投手として試合に出場。2イニングを本塁打による1失点に抑えた。また、7月30日のシンシナティ・レッズ戦では、9回表に発生した乱闘の際に不適切な行動を取ったとしてMLBより5試合の出場停止処分を受けた。
2020年は、26試合に出場、11月20日にDFAとなり、その後自由契約となった。

### ヤクルト時代
2020年11月27日、東京ヤクルトスワローズに入団することが発表された。背番号は13。推定年俸は80万ドル（約8400万円）＋出来高払い。
2021年は、4月23日の対中日ドラゴンズ戦で「6番・一塁手」で先発出場すると、NPB初打席でNPB初安打を放った。翌24日の同一カードにも先発出場すると、先発の柳裕也から三塁打、9回裏にはライデル・マルティネスからNPB初打点となる右前2点適時サヨナラ打、翌25日の同一カードでは4回一死無走者の打席で小笠原慎之介から来日初本塁打を放った。その後は5番に定着し、前半戦を終えて9本塁打に留まったが、7月には月間打率.442、3本塁打を記録するなど、自慢の打棒を発揮した。後半戦に入ると20打席を超える無安打を複数記録するなど大不振に陥り、打率.195、OPS.518と躍進するチームとは対照的に調子を落とし、最終盤は7番に打順を下げた。最終的には規定打席に到達して打率.258、13本塁打、60打点を記録した。オリックス・バファローズとの日本シリーズでは全試合で「7番・一塁手」で先発出場し、第4戦（東京ドーム）では比嘉幹貴から決勝適時打を放つなど、チームの20年ぶりの日本シリーズ優勝に貢献した。オフに、推定年俸140万ドル（約1億5400万円）の3年契約で残留することが発表された。
2022年は、開幕から低調な成績が続き、5月に至っては17日の対阪神タイガース戦でサヨナラ犠飛を放つなどスポット的な活躍はあったものの、OPS.500にも満たない成績にまで落ち込みスタメンから外れることも増えた。交流戦以降は徐々に状態を上げてOPS.884と成績を残し、7月18日の対読売ジャイアンツ戦（明治神宮野球場）では1回二死満塁の打席で菅野智之から来日初の満塁本塁打を放った。8月からは不振に陥ったサンタナに代わって5番を担った。前年とは逆に後半に大きく成績を伸ばし連覇に貢献。トータルの成績も前年以上の水準となり、自身初の20本塁打及び打点はチーム2位の74打点を記録した。阪神とのクライマックスシリーズ・ファイナルステージでは、第1戦の初回に西勇輝から放った先制3点本塁打を含む2本塁打5打点を記録し、MVPに選出された。オリックスとの日本シリーズでも30打数11安打2本塁打8打点を記録し、敢闘選手賞に選出された。シーズンの終了後にはセ・リーグの一塁手部門でベストナインを初めて受賞した。
2023年は134試合に出場し、打率.253、23本塁打、71打点を記録。オフに、年俸200万ドル（約3億円）で契約を更新した。
2024年、4月は18日の対中日戦（バンテリンドーム ナゴヤ）で9回二死満塁の打席で祖父江大輔から、25日の対広島東洋カープ戦（明治神宮野球場）では2回一死満塁の打席でトーマス・ハッチから計2本の満塁本塁打を放った。6月21日に翌シーズンからの3年契約、約13億1000万円＋出来高払いで契約を結んだことが報じられた。7月21日の対横浜DeNAベイスターズ戦（明治神宮野球場）では7-7の同点で迎えた延長11回一死満塁の打席でサヨナラ適時打、8月12日の対中日戦（明治神宮野球場）では4-4の同点で迎えた9回無死満塁の打席で松山晋也からサヨナラ犠飛を放ち、シーズンでは2度のサヨナラ打を放った。

## プレースタイル・人物
- 打撃面ではコンタクト率の高さが目立つ。2017年は215打席で40三振、2019年は285打席で48三振と三振率が低い[33]。守備面は一塁手、三塁手、左翼手、右翼手でのプレー経験があり、ユーティリティー性を持つ[33]。
- 愛称はエル・ゴチョ（El Gocho）[34]。
- 家族思いな性格の持ち主[35]。来日した際、新型コロナウイルスの影響により隔離施設にいたが、ヤクルトの試合を欠かさずテレビで観戦していたという[36]。そのため、ヤクルトの選手とはすぐに仲良くなることができ、特に同じ外国人選手のドミンゴ・サンタナとは仲が良い。

## 詳細情報

### 年度別打撃成績
| 年 度    | 球 団    | 試 合 | 打 席 | 打 数 | 得 点 | 安 打 | 二 塁 打 | 三 塁 打 | 本 塁 打 | 塁 打 | 打 点 | 盗 塁 | 盗 塁 死 | 犠 打 | 犠 飛 | 四 球 | 敬 遠 | 死 球 | 三 振 | 併 殺 打 | 打 率 | 出 塁 率 | 長 打 率 | O P S |
| -------- | -------- | ----- | ----- | ----- | ----- | ----- | -------- | -------- | -------- | ----- | ----- | ----- | -------- | ----- | ----- | ----- | ----- | ----- | ----- | -------- | ----- | -------- | -------- | ----- |
| 2017     | PIT      | 104   | 227   | 215   | 31    | 50    | 13       | 4        | 7        | 92    | 30    | 0     | 0        | 0     | 1     | 9     | 0     | 2     | 40    | 10       | .233  | .269     | .428     | .697  |
| 2018     | PIT      | 51    | 111   | 106   | 14    | 24    | 9        | 0        | 3        | 42    | 11    | 0     | 0        | 0     | 1     | 3     | 0     | 1     | 22    | 2        | .226  | .252     | .396     | .648  |
| 2019     | PIT      | 95    | 285   | 261   | 41    | 69    | 20       | 0        | 10       | 119   | 36    | 0     | 0        | 0     | 4     | 18    | 0     | 1     | 48    | 6        | .264  | .310     | .456     | .766  |
| 2020     | PIT      | 26    | 82    | 78    | 6     | 16    | 3        | 0        | 4        | 31    | 11    | 0     | 1        | 0     | 0     | 4     | 0     | 0     | 16    | 1        | .205  | .244     | .397     | .641  |
| 2021     | ヤクルト | 120   | 495   | 469   | 42    | 121   | 24       | 2        | 13       | 188   | 60    | 3     | 0        | 0     | 2     | 22    | 2     | 2     | 80    | 18       | .258  | .293     | .401     | .694  |
| 2022     | ヤクルト | 138   | 529   | 496   | 49    | 135   | 19       | 2        | 20       | 218   | 74    | 2     | 3        | 0     | 3     | 29    | 4     | 1     | 93    | 11       | .272  | .312     | .440     | .751  |
| 2023     | ヤクルト | 134   | 543   | 501   | 49    | 127   | 23       | 0        | 23       | 219   | 71    | 2     | 4        | 0     | 2     | 39    | 5     | 1     | 79    | 13       | .253  | .308     | .437     | .745  |
| 2024     | ヤクルト | 141   | 585   | 539   | 54    | 144   | 28       | 0        | 17       | 223   | 72    | 0     | 3        | 0     | 3     | 40    | 3     | 3     | 91    | 24       | .267  | .320     | .414     | .733  |
| MLB：4年 | MLB：4年 | 276   | 705   | 660   | 92    | 159   | 45       | 4        | 24       | 284   | 88    | 0     | 1        | 0     | 6     | 34    | 0     | 4     | 126   | 19       | .241  | .280     | .430     | .710  |
| NPB：4年 | NPB：4年 | 533   | 2152  | 2005  | 194   | 527   | 94       | 4        | 73       | 848   | 277   | 7     | 10       | 0     | 10    | 130   | 14    | 7     | 343   | 66       | .263  | .309     | .423     | .732  |

- 2024年度シーズン終了時
- 各年度の太字はリーグ最高

### 年度別投手成績
| 年 度    | 球 団    | 登 板 | 先 発 | 完 投 | 完 封 | 無 四 球 | 勝 利 | 敗 戦 | セ 丨 ブ | ホ 丨 ル ド | 勝 率 | 打 者 | 投 球 回 | 被 安 打 | 被 本 塁 打 | 与 四 球 | 敬 遠 | 与 死 球 | 奪 三 振 | 暴 投 | ボ 丨 ク | 失 点 | 自 責 点 | 防 御 率 | W H I P |
| -------- | -------- | ----- | ----- | ----- | ----- | -------- | ----- | ----- | -------- | ----------- | ----- | ----- | -------- | -------- | ----------- | -------- | ----- | -------- | -------- | ----- | -------- | ----- | -------- | -------- | ------- |
| 2019     | PIT      | 2     | 0     | 0     | 0     | 0        | 0     | 0     | 0        | 0           | ----  | 9     | 2.1      | 3        | 1           | 0        | 0     | 0        | 0        | 0     | 0        | 1     | 1        | 3.86     | 1.29    |
| MLB：1年 | MLB：1年 | 2     | 0     | 0     | 0     | 0        | 0     | 0     | 0        | 0           | ----  | 9     | 2.1      | 3        | 1           | 0        | 0     | 0        | 0        | 0     | 0        | 1     | 1        | 3.86     | 1.29    |

- 2023年度シーズン終了時

### 年度別守備成績
投手守備
| 年 度 | 球 団 | 投手（P） | 投手（P） | 投手（P） | 投手（P） | 投手（P） | 投手（P） |
| 年 度 | 球 団 | 試 合     | 刺 殺     | 補 殺     | 失 策     | 併 殺     | 守 備 率  |
| ----- | ----- | --------- | --------- | --------- | --------- | --------- | --------- |
| 2019  | PIT   | 2         | 0         | 1         | 0         | 1         | 1.000     |
| MLB   | MLB   | 2         | 0         | 1         | 0         | 1         | 1.000     |

内野守備
| 年 度 | 球 団    | 一塁（1B） | 一塁（1B） | 一塁（1B） | 一塁（1B） | 一塁（1B） | 一塁（1B） | 三塁（3B） | 三塁（3B） | 三塁（3B） | 三塁（3B） | 三塁（3B） | 三塁（3B） |
| 年 度 | 球 団    | 試 合      | 刺 殺      | 補 殺      | 失 策      | 併 殺      | 守 備 率   | 試 合      | 刺 殺      | 補 殺      | 失 策      | 併 殺      | 守 備 率   |
| ----- | -------- | ---------- | ---------- | ---------- | ---------- | ---------- | ---------- | ---------- | ---------- | ---------- | ---------- | ---------- | ---------- |
| 2017  | PIT      | 23         | 116        | 4          | 1          | 12         | .992       | -          | -          | -          | -          | -          | -          |
| 2018  | PIT      | 12         | 83         | 9          | 1          | 9          | .989       | 7          | 0          | 6          | 0          | 1          | 1.000      |
| 2019  | PIT      | 31         | 206        | 15         | 3          | 24         | .987       | 19         | 11         | 20         | 0          | 2          | 1.000      |
| 2020  | PIT      | 9          | 47         | 1          | 0          | 3          | 1.000      | 5          | 1          | 7          | 0          | 2          | 1.000      |
| 2021  | ヤクルト | 115        | 878        | 53         | 10         | 90         | .989       | 5          | 0          | 8          | 2          | 0          | .800       |
| 2022  | ヤクルト | 138        | 1141       | 80         | 11         | 116        | .991       | -          | -          | -          | -          | -          | -          |
| 2023  | ヤクルト | 134        | 1161       | 67         | 5          | 97         | .996       | -          | -          | -          | -          | -          | -          |
| 2024  | ヤクルト | 141        | 1176       | 69         | 11         | 112        | .991       | -          | -          | -          | -          | -          | -          |
| MLB   | MLB      | 75         | 452        | 29         | 5          | 48         | .990       | 31         | 12         | 33         | 0          | 5          | 1.000      |
| NPB   | NPB      | 528        | 4356       | 249        | 37         | 415        | .992       | 5          | 0          | 8          | 2          | 0          | .800       |

外野守備
| 年 度 | 球 団 | 左翼（LF） | 左翼（LF） | 左翼（LF） | 左翼（LF） | 左翼（LF） | 左翼（LF） | 右翼（RF） | 右翼（RF） | 右翼（RF） | 右翼（RF） | 右翼（RF） | 右翼（RF） |
| 年 度 | 球 団 | 試 合      | 刺 殺      | 補 殺      | 失 策      | 併 殺      | 守 備 率   | 試 合      | 刺 殺      | 補 殺      | 失 策      | 併 殺      | 守 備 率   |
| ----- | ----- | ---------- | ---------- | ---------- | ---------- | ---------- | ---------- | ---------- | ---------- | ---------- | ---------- | ---------- | ---------- |
| 2017  | PIT   | 14         | 12         | 4          | 0          | 0          | 1.000      | 25         | 36         | 0          | 2          | 0          | .947       |
| 2018  | PIT   | -          | -          | -          | -          | -          | -          | 7          | 11         | 0          | 0          | 0          | 1.000      |
| 2019  | PIT   | 2          | 3          | 0          | 1          | 0          | .750       | 23         | 42         | 0          | 1          | 0          | .977       |
| 2020  | PIT   | 4          | 5          | 1          | 0          | 0          | 1.000      | 7          | 13         | 1          | 0          | 0          | 1.000      |
| MLB   | MLB   | 20         | 20         | 5          | 1          | 0          | .962       | 62         | 102        | 1          | 3          | 0          | .972       |

- 2024年度シーズン終了時
- 各年度の太字はリーグ最高

### 表彰
- ベストナイン：1回（一塁手部門：2022年[24]）
- 日本シリーズ敢闘選手賞：1回（2022年[23]）
- クライマックスシリーズMVP：1回（2022年[22]）

### 記録

#### NPB
初記録
- 初出場・初先発出場：2021年4月23日、対中日ドラゴンズ3回戦（明治神宮野球場）、「6番・一塁手」で先発出場
- 初打席・初安打：同上、2回裏に松葉貴大から中前安打
- 初打点：2021年4月24日、対中日ドラゴンズ4回戦（明治神宮野球場）、9回裏にライデル・マルティネスから右前サヨナラ2点適時打
- 初本塁打：2021年4月25日、対中日ドラゴンズ5回戦（明治神宮野球場）、4回裏に小笠原慎之介から中越ソロ[17]
- 初盗塁：2021年5月7日、対読売ジャイアンツ6回戦（東京ドーム）、8回表に二盗（投手：大江竜聖、捕手：炭谷銀仁朗）※村上宗隆と重盗

### 背番号
- 64（2017年 - 同年途中）
- 36（2017年途中 - 2020年）
- 13（2021年 - ）

### 登場曲
- 「Madrid (feat. Myke Towers)」マルーマ（2021年）※第1打席
- 「Fiel」Los Legendarios（2021年）※第2打席
- 「BURBERRY」Myke Towers, Ñengo Flow（2021年）※第3打席以降
- 「Samba Batucada」セルジオ・メンデス（2021年）※第1打席
- 「Christian Dior」Jhay Cortez（2022年）
- 「Tití Me Preguntó」Bad Bunny（2022年）
- 「Eh Que Toy Borracho」Shelow Shaq（2023年）
- 「redrum」21 Savage（2024年）
- 「El Merengue」Marshmello, Manuel Turizo（2025年）